# Hitra
Hitra es una isla y un municipio perteneciente a la provincia de Trøndelag, Noruega. Es la séptima mayor isla de Noruega y está situada en el fiordo de Trondheim, justo al sur de la isla de Frøya. Ocupa una superficie de 685 km² y cuenta con una población de 4569 habitantes. Su centro administrativo es el pueblo de Fillan.
Desde 1985, Hitra es miembro participante en los Juegos de las Islas.

## Demografía
En 2004, el 2,7 % de los habitantes eran noruegos de origen.[cita requerida]

### Evolución de la población (1769-2006)
| 1769: 1358 | 1875: 3769 | 1950: 5382 |
| 1801: 1931 | 1890: 4973 | 1960: 5116 |
| 1815: 2007 | 1900: 4880 | 1970: 4537 |
| 1835: 2176 | 1910: 5086 | 1980: 4378 |
| 1845: 2445 | 1920: 5039 | 1990: 4297 |
| 1855: 2915 | 1930: 5275 | 2001: 4066 |
| 1865: 3215 | 1946: 5376 | 2006: 4021 |